# Колычёв, Иван Андреевич Чёрный
Иван Андреевич Колычёв по прозвищу Чёрный — новгородский помещик, воевода и дипломат на службе у Московского князя Василия III, второй из четырёх сыновей Андрея Андреевича Колычёва.

## Биография
Иван происходил из знатного боярского рода Колычёвых. Впервые он появляется в разрядах в 1501 году. До 1518 года Иван служил воеводой.
1513 году в войне против Великого княжества Литовского Иван водил сторожевой полк из Великих Лук к Бреславлю, а в августе того же года — полк левой руки от Великих Лук к Полоцку. В июне 1514 года Иван стоял в Великах Луках, был вторым воеводой полка левой руки, откуда был послан на Оршу вторым воеводой полка правой руки. Во время Оршанской битвы, когда многие русские воеводы были пленены литовцами, избежал плена.
В 1515/1516 году Иван прикупил вотчину в Коломенском уезде. В 1515 году он командовал полком правой руки в Великих Луках, был послан оттуда на Полоцк со сторожевым полком. В 1516 году Иван командовал полком правой руки в Великих Луках.
В 1517 году Иван был вторым воеводой полка правой руки в армии, которая одержала победу в сражении у Опочки. В июне того года в том же качестве ходил от Великих Лук на Полоцк.
В 1521 году был шестым воеводой в Торопце.
В 1522 и 1523—1524 годах Иван ездил послом в Крым.
Иван с братьями владел поместьями в Новгородской земле.

## Брак и дети
Имя жены Ивана неизвестно. Дети:
- Игнатий Большой
- Никита Немятый (ум. 31 августа 1535), воевода[3]
- Иван
- Игнатий Меньшой